# Hulle Hartwig
Gudrun Hulle Hartwig (* 9. Juni 1949 in Engershausen) ist eine deutsche Politikerin (SPD).
Hartwig besuchte die Volksschule sowie die Realschule in Preußisch Oldendorf. Im Anschluss ging sie auf die Fachoberschule für Soziales in Bünde. Sie absolvierte eine Ausbildung zur Kinderkrankenschwester in Bethel bei Bielefeld. Nach ihrer erfolgreichen Ausbildung schloss sie eine Zusatz-Ausbildung zur Erzieherin an. Sie begann ihre berufliche Tätigkeit an unterschiedlichen Kliniken und war hier auch auf der Krankenpflegestation als Ausbilderin in Bethel tätig. Von 1981 bis zu ihrer Wahl zur Abgeordneten in den Landtag im Jahr 1990 war sie Angestellte in der Kinder- und Jugendpsychiatrie an der Universitätsklinik in Göttingen. Hier wurde sie zur Personalrätin gewählt.
Hartwig wurde Mitglied und Vertrauensfrau der Gewerkschaft ÖTV. Bereits seit ihrem neunten Lebensjahr war Hartwig Mitglied der Sozialistischen Jugend – Die Falken. Im Jahr 1975 wurde sie Mitglied der SPD. Seit 1986 war Hartwig Ratsfrau in der Stadt Göttingen. Ferner wurde sie zum Mitglied des Niedersächsischen Landtages in der zwölften Wahlperiode vom 21. Juni 1990 bis zum 20. Juni 1994 gewählt, dem sie auch in der dreizehnten Wahlperiode angehörte.